# Lijst van onroerend erfgoed in Zoersel
Een overzicht van het onroerend erfgoed in de gemeente Zoersel. Het onroerend erfgoed maakt deel uit van het cultureel erfgoed in België.

## Bouwkundig erfgoed
| Object                                                  | Erfgoedstatus?                                                  | Bouwjaar of architect | Deelgemeente            | Adres                                                 | Coördinaten                   | Nummer? | Afbeelding                                              |
| ------------------------------------------------------- | --------------------------------------------------------------- | --------------------- | ----------------------- | ----------------------------------------------------- | ----------------------------- | ------- | ------------------------------------------------------- |
| 't Schildershuizeke                                     |                                                                 |                       | Zoersel                 | Bieshoeve 3                                           | 51° 16' 37" NB, 4° 42' 46" OL | 14613   | 't Schildershuizeke                                     |
| Boshuisje                                               |                                                                 |                       | Zoersel                 | Boshuisweg                                            | 51° 14' 39" NB, 4° 40' 34" OL | 14614   | Boshuisje                                               |
| Woonstalhuis                                            |                                                                 |                       | Zoersel                 | Doelen 35                                             | 51° 16' 22" NB, 4° 42' 39" OL | 14617   | Woonstalhuis                                            |
| Twee dorpswoningen                                      |                                                                 |                       | Zoersel                 | Dorp 18-20                                            | 51° 16' 5" NB, 4° 42' 47" OL  | 14618   | Twee dorpswoningen                                      |
| Hoeve met losse bestanddelen                            |                                                                 |                       | Zoersel                 | Einhoven 8                                            | 51° 15' 10" NB, 4° 43' 32" OL | 14621   | Hoeve met losse bestanddelen                            |
| Kapel Onze-Lieve-Vrouw Altijddurende Bijstand           |                                                                 |                       | Zoersel                 | Einhovensebaan                                        | 51° 14' 59" NB, 4° 43' 22" OL | 14624   | Kapel Onze-Lieve-Vrouw Altijddurende Bijstand           |
| Ruitershoeve                                            | dorpsgezicht                                                    |                       | Zoersel                 | Jagersdreef 3                                         | 51° 15' 35" NB, 4° 42' 6" OL  | 14626   | Ruitershoeve                                            |
| Woning Trapke op                                        | dorpsgezicht                                                    |                       | Zoersel                 | Jagersdreef 5                                         | 51° 15' 31" NB, 4° 42' 7" OL  | 14627   | Woning Trapke op                                        |
| Hoeve                                                   | dorpsgezicht                                                    |                       | Zoersel                 | Jagersdreef 7                                         | 51° 15' 31" NB, 4° 42' 9" OL  | 14628   | Hoeve                                                   |
| Parochiekerk Heilige Elisabeth van Hongarije en kerkhof | Monument                                                        |                       | Zoersel                 | Kerkstraat 1                                          | 51° 16' 2" NB, 4° 42' 43" OL  | 14629   | Parochiekerk Heilige Elisabeth van Hongarije en kerkhof |
| Woonstalhuis                                            |                                                                 |                       | Zoersel                 | Kerkstraat 2                                          | 51° 16' 3" NB, 4° 42' 42" OL  | 14630   | Woonstalhuis                                            |
| Langgestrekte hoeves                                    |                                                                 |                       | Zoersel                 | Kerkstraat 33, 39                                     |                               | 14632   | Langgestrekte hoeves                                    |
| Pastorie Heilige Elisabethparochie                      | Monument                                                        |                       | Zoersel                 | Kerkstraat 38                                         | 51° 16' 5" NB, 4° 42' 32" OL  | 14633   | Pastorie Heilige Elisabethparochie                      |
| Kempenhoeve                                             |                                                                 |                       | Zoersel                 | Kievitheide 61                                        | 51° 16' 49" NB, 4° 42' 52" OL | 14635   | Kempenhoeve                                             |
| Sint-Jozefkapel                                         |                                                                 |                       | Zoersel                 | Krekelenberg                                          | 51° 16' 7" NB, 4° 42' 22" OL  | 14637   | Sint-Jozefkapel                                         |
| Herberg de Ster                                         |                                                                 |                       | Zoersel                 | Oostmallebaan 11                                      | 51° 16' 16" NB, 4° 42' 50" OL | 14639   | Herberg de Ster                                         |
| Herberg in 't moleken                                   |                                                                 |                       | Zoersel                 | Oostmallebaan 44                                      | 51° 16' 24" NB, 4° 42' 56" OL | 14640   | Herberg in 't moleken                                   |
| Woonstalhuis Nieuwe Pelikaan                            |                                                                 |                       | Zoersel                 | Voorne 70                                             | 51° 16' 10" NB, 4° 41' 55" OL | 14644   | Woonstalhuis Nieuwe Pelikaan                            |
| Voorste Hoeve                                           | noordelijk deel schuur (monument)                               |                       | Zoersel                 | Voorste Hoeven 12                                     | 51° 15' 45" NB, 4° 42' 29" OL | 14645   | Upload foto                                             |
| Voorste Hoeve                                           | woonstalhuis en zuidelijk deel schuur (monument)                |                       | Zoersel                 | Voorste Hoeven 16                                     | 51° 15' 43" NB, 4° 42' 28" OL | 14646   | Voorste Hoeve                                           |
| Hoeve Molenhuis                                         |                                                                 |                       | Zoersel                 | Westmallebaan 62                                      | 51° 16' 30" NB, 4° 42' 43" OL | 14647   | Hoeve Molenhuis                                         |
| Langgestrekte hoeve van 1906                            |                                                                 |                       | Zoersel                 | Zandstraat 48                                         | 51° 15' 53" NB, 4° 42' 42" OL | 14648   | Langgestrekte hoeve van 1906                            |
| Hoeve Groot Boshuis                                     |                                                                 |                       | Zoersel                 | Zoerselbosdreef 47-49                                 | 51° 15' 12" NB, 4° 41' 40" OL | 14649   | Hoeve Groot Boshuis                                     |
| Langgestrekt hoevetje                                   |                                                                 |                       | Zoersel                 | Zoerselbosdreef 53                                    | 51° 15' 9" NB, 4° 41' 40" OL  | 14650   | Langgestrekt hoevetje                                   |
| Kasteel Zoerselhof                                      | Monument                                                        |                       | Zoersel                 | Zoerselhofdreef 40                                    | 51° 15' 32" NB, 4° 42' 2" OL  | 14651   | Kasteel Zoerselhof                                      |
| Langgestrekte hoeve                                     |                                                                 |                       | Halle                   | Berkemei 65                                           | 51° 14' 42" NB, 4° 39' 16" OL | 14652   | Langgestrekte hoeve                                     |
| Dorpswoning                                             |                                                                 |                       | Halle                   | Driesheide 7                                          | 51° 14' 29" NB, 4° 38' 18" OL | 14654   | Dorpswoning                                             |
| Pastorie van de Sint-Martinusparochie                   |                                                                 |                       | Halle                   | Halle-Dorp 32                                         | 51° 14' 22" NB, 4° 38' 56" OL | 14655   | Pastorie van de Sint-Martinusparochie                   |
| Parochiekerk Sint-Martinus                              | toren (monument)                                                |                       | Halle                   | Halle-Dorp 34                                         | 51° 14' 22" NB, 4° 38' 52" OL | 14656   | Parochiekerk Sint-Martinus                              |
| Gemeenteschool                                          |                                                                 |                       | Halle                   | Halle-Dorp                                            | 51° 14' 22" NB, 4° 38' 45" OL | 14658   | Gemeenteschool                                          |
| Gemeentehuis van Halle                                  |                                                                 |                       | Halle                   | Halle-Dorp 67                                         | 51° 14' 26" NB, 4° 38' 42" OL | 14659   | Gemeentehuis van Halle                                  |
| Woonstalhuisje                                          |                                                                 |                       | Halle                   | Heidehoeven 12                                        | 51° 15' 31" NB, 4° 38' 40" OL | 14663   | Upload foto                                             |
| Hoeve                                                   |                                                                 |                       | Halle                   | Heidehoeven 14A                                       | 51° 15' 31" NB, 4° 38' 41" OL | 14664   | Hoeve                                                   |
| Hoeve bij Hallerhof                                     |                                                                 |                       | Halle                   | Kasteeldreef 52                                       | 51° 14' 57" NB, 4° 37' 44" OL | 14666   | Hoeve bij Hallerhof                                     |
| Hallerhof, nu gemeentehuis                              |                                                                 |                       | Halle                   | Kasteeldreef 52, 55                                   | 51° 14' 57" NB, 4° 37' 44" OL | 14667   | Hallerhof, nu gemeentehuis                              |
| Sint-Jozefkapel                                         |                                                                 |                       | Halle                   | Liefkenshoek                                          | 51° 14' 19" NB, 4° 37' 46" OL | 14668   | Sint-Jozefkapel                                         |
| Hoeve                                                   |                                                                 |                       | Halle                   | Liefkenshoek 91                                       | 51° 14' 12" NB, 4° 37' 53" OL | 14669   | Hoeve                                                   |
| Liefkenshoeve                                           |                                                                 |                       | Halle                   | Liefkenshoek 102                                      | 51° 14' 10" NB, 4° 37' 52" OL | 14670   | Liefkenshoeve                                           |
| Kapel Onze-Lieve-Vrouw van Bijstand                     |                                                                 |                       | Halle                   | Sniederspad                                           | 51° 14' 21" NB, 4° 38' 22" OL | 14671   | Upload foto                                             |
| Parochiekerk Sint-Antonius                              |                                                                 |                       | Zoersel (Sint-Antonius) | Handelslei 23                                         | 51° 15' 51" NB, 4° 38' 2" OL  | 14674   | Parochiekerk Sint-Antonius                              |
| Pastorie van de Sint-Antoniusparochie                   |                                                                 |                       | Zoersel (Sint-Antonius) | Handelslei 33                                         | 51° 15' 53" NB, 4° 38' 4" OL  | 14675   | Pastorie van de Sint-Antoniusparochie                   |
| Dorpswoning                                             |                                                                 |                       | Zoersel (Sint-Antonius) | Handelslei 42                                         | 51° 15' 50" NB, 4° 38' 4" OL  | 14676   | Dorpswoning                                             |
| Stadswoning                                             |                                                                 |                       | Zoersel (Sint-Antonius) | Handelslei 118                                        | 51° 16' 8" NB, 4° 38' 33" OL  | 14677   | Stadswoning                                             |
| Bethaniënhuis                                           |                                                                 |                       | Zoersel (Sint-Antonius) | Handelslei 167                                        | 51° 16' 14" NB, 4° 38' 36" OL | 14678   | Bethaniënhuis                                           |
| Galgehoeve                                              |                                                                 |                       | Zoersel (Sint-Antonius) | Handelslei 292-296                                    | 51° 16' 15" NB, 4° 38' 49" OL | 14679   | Galgehoeve                                              |
| Gedeelte van brouwerij                                  |                                                                 |                       | Zoersel (Sint-Antonius) | Kapellei 52                                           | 51° 15' 41" NB, 4° 37' 53" OL | 14680   | Gedeelte van brouwerij                                  |
| Gesticht Joostens                                       |                                                                 |                       | Zoersel (Sint-Antonius) | Kapellei 133                                          | 51° 15' 37" NB, 4° 37' 33" OL | 14681   | Gesticht Joostens                                       |
| Hoeve Jeanne                                            |                                                                 |                       | Zoersel (Sint-Antonius) | Kapellei 157                                          | 51° 15' 28" NB, 4° 37' 21" OL | 14682   | Upload foto                                             |
| Twee dorpswoningen                                      |                                                                 |                       | Zoersel (Sint-Antonius) | Processieweg 5-7                                      | 51° 15' 51" NB, 4° 38' 8" OL  | 14683   | Upload foto                                             |
| Jeugdherberg Gagelhof                                   |                                                                 |                       | Zoersel                 | Gagelhoflaan 26                                       | 51° 16' 3" NB, 4° 40' 30" OL  | 61101   | Jeugdherberg Gagelhof                                   |
| 18de-eeuwse spuien                                      | Monument: Antwerpsedreef, Boshuisweg, Monnikendreef, Schriekbos |                       | Zoersel                 | Antwerpsedreef, Boshuisweg, Monnikendreef, Schriekbos | 51° 15' 21" NB, 4° 40' 59" OL | 200447  | 18de-eeuwse spuien                                      |
| Gasthuishoeve                                           |                                                                 |                       | Halle                   | Heideweg 57                                           |                               | 215041  | Gasthuishoeve                                           |